# 江府町立奥大山江府学園
江府町立奥大山江府学園（こうふちょうりつ おくだいせんこうふがくえん）は、鳥取県日野郡江府町にある公立義務教育学校。

## 概要
2022年、江府町立江府小学校と江府町立江府中学校との統合により開校した9年制の義務教育学校。旧江府小学校校舎はブナの森校舎（1-5学年）として、旧江府中学校校舎は日野川校舎（6-9学年、小学6年および中学1-3年に相当）として使用されている。校名、校舎名および校章は、公募により選定された。
校歌は旧江府中学校のものを使用（作詞：草野心平、作曲：小山清茂）。校名変更に伴い、作詞者の遺族の承諾を得て歌詞を一部変更した。

## 沿革

### 略歴
2022年、江府町立江府小学校と江府町立江府中学校との統合により開校した。

### 年表
- 2022年4月1日 - 開校

## 教育方針
校訓、教育目標などは以下のとおり。

### 校訓
「しなやかな心と体」 ～ 自立・敬愛・剛健・創造 ～
保育園の理念と江府小学校・江府中学校の校訓をもとに制定された。

### 学校教育目標
ふるさとに夢を描き、まち・ひと・みらいとつながる江府っ子の育成

### めざす児童生徒像
しなやかな心と体を持ち、まち・ひと・みらいをより良くしようとする子

## 学校行事
2022年現在
| - 4月 始業式・入学式 - 5月 - 6月 | - 7月 終業式 - 8月 - 9月 始業式 | - 10月 - 11月 - 12月 終業式 | - 1月 始業式 - 2月 - 3月 終業式・卒業式 |

## 通学区域
- 江府町全域

## 交通
- 西日本旅客鉄道（JR西日本）伯備線江尾駅下  徒歩約10分